# Branislav Kerac
 (octobre 2018).
 Branislav Kerac  dit Bane, (cyrillique serbe: Бранислав Керац, né le 7 septembre 1952 à Novi Sad) est un auteur et dessinateur de bande dessinée serbe. Il est connu pour sa participation à la bande dessinée Cat Claw et comme batteur du groupe GeroMetal. 

## Biographie
Ses premiers dessins apparurent dans le magazine yougoslave Zenit en 1967. Son premier héros créé avec Svetozar Obradović fut Lieutenant Tara publié chez Dnevnik en 1975. 
Il a participé à des séries comme une adaptation de Tarzan mais il fut surtout connu lors de sa collaboration avec Ervin Rustemagić et la création de Cat Claw qui fut distribué en Scandinavie (magazine Magnum) puis aux États-Unis distribué par Malibu Comics en 1991.
Sous le pseudonyme Bane, il dessine en 2014 le tome 3, puis en 2015 le tome 7 de la série Lignes de front scénarisée par Jean-Pierre Pécau, publiée aux éditions Delcourt.
C'est un amateur de jeux d'échecs.

## Musique
Il fait partie du groupe de Heavy Metal GeroMetal avec Joca Sabo à la guitare, Pedja Moldvaji à la basse et Silven Uvalic-Francuz comme chanteur entre 1992 et 1996. 
Ils ont deux albums à leur actif
- Der Rauch Am Wasser (1993)
- Cat Claw (1996) .